# 塔乃花鈴
塔乃 花鈴（とうの かりん、2004年〈平成16年〉3月15日 - ）は、日本のAV女優。LIGHT所属。

## 略歴
2024年5月24日、イメージビデオ『とうのちゃん』でグラビアアイドルとしてデビュー（撮影は4月1日から行われた）。
2024年7月16日、『現役女子大生グラビアアイドル塔乃花鈴がAVでるってよ! 新人! ムーディーズ専属解禁Debut』（MOODYZ）で専属女優としてAVデビュー。わずか78日でのスピード転身に「SNSがざわついた」と報道された。デビュー作は同年7月8日週FANZA動画ランキングで初登場1位。同年10月28日週FANZAレンタルランキングでは同デビュー作が初登場2位にランクイン。レンタルランキングでは11月11日週でもトップ5圏内に留まるなどロングヒットとなった。
同年9月14日には、埼玉県・しらこばと水上公園で行われた日本初のセクシー女優のみで行うプール撮影会『TREND GIRLS 撮影会 2024』に出場し話題となった。
同年12月24日、光文社『FLASH』が独自集計した「FLASHセクシー女優ランキング2024」で5位。
2025年5月には『TREND GIRLS撮影会2025』に参加。スポーティーなビキニ姿が報道された。

## 人物
- 趣味はサウナ。パン（ピザ）を食べること。
- 特技はくすぐるのが上手、縄跳び。
- 学生時代はバレーボール部。
- グラビア活動を始める前から三上悠亜と小野六花のファンでAVに興味を持っていたが、いきなり出演するのは勇気が要り[11]、また自身にとって大きな決断にもなることから、1年ほどグラビアで活動しながら悩んだ末、最終的に「今しかできない」とAV出演を決めた[12]。
- 芸名は事務所側がいくつか候補を出し、この中から『花鈴』が可愛かったということで選んだ[11]。
- 胸が大きくなったのは小学5年生の頃からで、性の目覚めもこの頃。また、知らずに股間を触っているうちに気持ちよさを知り、小学6年の頃からオナニーをするようになった[12]。
- デビュー前からAVをよく観ており、三上悠亜や小野六花の作品のほか、オナニーの際には隠し撮りのエステ・マッサージ物（施術中の女性客が襲われる様子を隠し撮りしているような作品）をよく観ていると語っている[11]。
- オナニーは基本週7回しており、寝る前のルーティンとなっている。これに加えて、土日の昼間に暇があるとすることもあり、計週9回になることもある。また、オナニーは外イキ派で、電マを使って行っている[11]。これはInstagramのストーリーの質問コーナーでたびたび質問されている。
- 初体験は高校3年生の時で、相手は当時付き合っていた同じクラスの同級生の彼氏。夏の夜に彼氏の家でしたが、挿入してみると痛くて気持ち良さは全く無かった。セックスが気持ちよくなったのは初体験から2、3か月経ってからで、その後は朝早くに学校に集合して空き教室もやったこともあった[13]。
- プライベートでの経験人数は3人で、一番年上の相手は27歳[13]。好きな体位は正常位と騎乗位。感じやすい性感帯は乳首[12]で、これはかつて付き合っていた彼氏が乳首を責めるのが上手く、よく乳首イキさせられていた影響による[11]。
- これまで中イキを経験したことが無かったが、デビュー作の初絡みで初めて経験し、それからは撮影時にたくさん中イキができるようになったとインタビューで明かしている[11]。
- 今後やりたいシチュエーションは女教師やナースもの[13]。
- 仲が良い女優は事務所が三田真鈴。他には番組『月ともぐら』で共演し同年デビューの田野憂、川越にこ、海外イベントで一緒になった輝星きら（事務所も同じ）などとも仲がいい。
- 『月ともぐら』出演時に大先輩のmiruに意図せず失礼な振る舞いをしてしまい収録後に楽屋に謝りに行ったことがある。miruはそれを評価し後に期待の新人に塔乃を挙げ「礼儀正しい子」と評している。

## 作品
◎はBD版発売作品。

### アダルトDVD / BD
- 現役女子大生グラビアアイドル塔乃花鈴がAVでるってよ! 新人! ムーディーズ専属解禁Debut（7月16日、MOODYZ）◎
- 快感に弱すぎる! 乳首イジリだけでイッちゃう! 現役女子大生グラビアアイドルの絶対! 絶対! 快感に負けない凄テク特訓エッチSpecial 塔乃花鈴（8月20日、MOODYZ）◎
- 現役女子大生グラビアアイドルがぶっ壊れる 禁欲焦らしオーガズム超覚醒スペシャル1ヶ月溜め込んだ性欲が爆発した1日 絶頂169回! 痙攣3482回! 本気汁 & イキ潮14523cc! 塔乃花鈴（9月17日、MOODYZ）◎
- ザーメン大好き! かりんとちゃんが発射後も離さないじゅっぽじゅぽ追撃フェラチオ! ね～っとりネバスぺすぺしゃる! 塔乃花鈴（10月15日、MOODYZ）◎
- 先生…今日だけ不倫しよッ教え子とホテル暮らし中にまさかの相部屋に…妻がいることはお構い無しにボクに跨り、朝が来るまで汗だくで腰を振り続けた。 塔乃花鈴（12月3日、MOODYZ）◎

- 一度射精しても見つめて、囁きヌイてくれる回春エステ 塔乃花鈴（1月7日、MOODYZ）◎[14]
- 「恋人のためなら…」 乳首イキ開発失禁エステ沼 媚薬マッサージで異常体質に転生した女子大生の末路 塔乃花鈴（2月4日、MOODYZ）◎
- 通学中の電車で痴漢集団に狙われた私… 抵抗する制服J系の敏感性器イジくり精子ぶっかけ声殺しサイレント輪姦 塔乃花鈴（3月4日、MOODYZ）◎
- 巨根でポルチオ開発 オーガズムヴァギナを追撃ピストン潮吹き覚醒アクメ 塔乃花鈴（4月1日、MOODYZ）◎
- 新歓コンパNTR ※胸糞注意 普通の大学生活に憧れて進学した現役グラビアアイドルの彼女が【歓迎コンパ】で1年生を喰いまくってるヤリチン男子に1晩中ハメられイカされていた話。 塔乃花鈴（5月6日、MOODYZ）
- デッサンモデルを強要された美術部員 同級生におま●こ観られて恥ずかし発情 性欲暴走部員の激ピストン開脚失禁アクメ 塔乃花鈴（6月3日、MOODYZ）
- 俺たちなんかにも優しくしてくれる、社長の娘をお礼にめちゃくちゃに犯したい。社員旅行先でも、社内でも…鬼畜労働者たちの逆恨み令嬢レ●プ 塔乃花鈴（7月1日、MOODYZ）
- 担任教師の僕は生徒の誘惑に負けて放課後ラブホで何度も、何度もセックスしてしまった… 塔乃花鈴（8月5日、MOODYZ）

### VR作品
- 抱き心地最高もっちもちマシュマロボディ! ずっと憧れてた現役グラドル塔乃花鈴ちゃんとイチャラブ2SEX6射精 男性をイジめるのも、乳首をイジメられるのも、全部が楽しい8K高画質Special 塔乃花鈴（2024年11月3日、MOODYZ）

- 「童貞狩りのカリン様」のターゲットに… ニヤニヤ挑発的に痴女られ童貞卒業からの! 絶倫チ●ポで恥ずかしいほどイカせまくり! メロメロにおま●こ快楽堕ちさせて俺のオンナにした話 塔乃花鈴（2025年3月9日、MOODYZ）

### イメージDVD / BD
2024年
- とうのちゃん 塔乃花鈴（5月24日、竹書房）[2][3]
- 100カラットの視線 塔乃花鈴（11月12日、FAIR & WAY）◎

### デジタル写真集
- 塔乃花鈴「ファーストテイク」 BUBKAデジタル写真集（2024年6月4日、白夜書房、撮影：高橋慶佑）[15]
- FLASHデジタル写真集R 塔乃花鈴 清楚やめちゃいます…（2024年9月10日、光文社、撮影：幸田昌之）※通常版と豪華完全版（通常版に30P追加収録）の2種類あり。
- 塔乃花鈴 現役女子大生の純情Fカップ（2024年10月31日、小学館、撮影：浜田一喜）[16]
- 塔乃花鈴 花ざかりな彼女 vol.1 現役女子大生の秘め事編 FRIDAYデジタル写真集（2025年5月16日、講談社、撮影：清田大介）
- 塔乃花鈴 花ざかりな彼女 vol.2 百花繚乱コスプレ編 FRIDAYデジタル写真集（2025年5月16日、講談社、撮影：清田大介）

## 出演

### テレビ
- 月ともぐら（2024年10月4日 - 11月22日、12月13日 - 12月27日、2025年2月7日 - 14日、6月20日 - 7月18日、テレビ東京）

### ウェブテレビ
- 鶴瓶&ナイナイのちょっとあぶないお正月2025（2025年1月1日、ABEMA）- キャッチャーオーディション美女2、おせち重箱美女（だてまき）役
- デスキスゲーム（2025年9月9日配信予定、Netflix）[17]

### イベント
- 『お月ちゃん大集合！スペシャルトークライブイベント2025〜ちょっとお時間いいですか？〜』【夜公演】（2025年6月15日、東京・I’M A SHOW）[18]